# Дивотински манастир
 Тази статия е за манастира „Св. Троица“.  За другия манастир на селото вижте Дивотински манастир „Св. св. Петър и Павел“.  
Дивотинският манастир „Света Троица“ е действащ български православен девически манастир в Западна България. Има статут на паметник на културата.
Разположен е в Люлин планина, в землището на село Дивотино, община Перник. Край гробището източно досами селото се намира малкият Дивотински манастир „Св. св. Петър и Павел“.

## Местоположение
Намира се на 4 километра по права линия (8 км по пътя) североизточно от с. Дивотино през билото на Люлин. Отстои само на 1300 метра (2,5 км по пътя) югозападно от квартал Михайлово на гр. Банкя.
Пътят за манастира от кв.  „Михайлово“ на град Банкя е популярен туристически маршрут. Туристическата пътека започва   от спирка „Ул. А. Константинов“ на автобус 42, като се изминава за около час.

## История
Манастирът е основан през 1046 г. След завземането на София от турците през 1382 г. е разрушен. От тогава са останали само малки дървени части от иконостаса и 3 стенописни икони.
Манастирът е възстановен през 1875 година. Сред местните хора е наричан Царски манастир заради честите посещения на цар Фердинанд.
Манастирските сгради в сегашния им вид са от построяването им през 1902 г. По време на османското владичество 3 пъти са опожарявани
През 2016 година е осветен втори храм в манастира - новата църква е посветена на "Свети Седемдесет апостоли" и е изцяло изографисана. 
От декември 2021 година игумен на манастира е архимандрит Йоаким, който заменя предходния дългогодишен игумен Пахомий, избран за браницки епископ. От братството на манастира произхожда още един епископ на БПЦ - Мелнишкият епископ Герасим. 
След като Браницкият епископ Пахомий, създател и духовен ръководител на братството на Дивотинския манастир от последните 25 г., беше избран за Видински митрополит през февруари 2025 г., монасите се преселиха в Лопушанския манастир, Видинска епархия, където някои от тях заемат и административни длъжности. А в Дивотинския манастир се заселиха монахините от Раковишкия манастир, Кулско. Там те бяха под духовното ръководство на предишния Видински митрополит Даниил (от 30.6.2024 г. Български патриарх) и сега дойдоха в Софийска епархия, на която според устава на Българската православна църква - Българска патриаршия патриархът е митрополит.

## Архитектура
Състои се от стария храм „Света Троица“, новия храм „Свети 70 апостоли“, жилищни и стопански сгради.
Църквата с размери 16 х 8 метра е еднокорабна, едноапсидна, с 2 конхи и купол, разположен върху висок барабан.